# Susie Porter
Susie Porter (Newcastle, 1971) è un'attrice australiana.

## Biografia
Ha studiato presso l'Australia's National Institute of Dramatic Art (NIDA), in cui ha conseguito la laurea in arti dello spettacolo e recitazione nel 1995.
Nel corso della sua carriera, cominciata nel 1996 in un episodio della sitcom australiana House Gang, ha conquistato tre AACTA Award: nel 2006 come migliore attrice non protagonista per The Caterpillar Wish, nello stesso anno come migliore attrice protagonista per il dramma televisivo RAN (interpretazione che le varrà anche un Logie Award l'anno seguente) e nel 2009 - sempre come migliore interprete femminile - per il dramma televisivo East West 101.
È stata candidata altre quattro volte agli AACTA Awards, senza però vincere la statuetta: nel 1999 come migliore attrice non protagonista per Two Hands, nel 2000 e nel 2003 come migliore attrice protagonista (rispettivamente per i film Better Than Sex e Teesh and Trude), nel 2011 ancora come migliore attrice non protagonista per Sisters of War.
Tra le sue migliori interpretazioni sul grande schermo, si ricordano quelle in La maschera di scimmia (2000, con Kelly McGillis e la regia di Samantha Lang) e Little Fish (diretto da Rowan Woods nel 2005). Prende parte anche al film Star Wars: Episodio II - L'attacco dei cloni (2002) in cui, pur essendo accreditata, compare solo sullo sfondo di una scena (è una commensale di Dexter): questo perché i suoi lineamenti (e la sua voce) furono dati a un personaggio digitale, la cameriera droide WA-7 conosciuta anche come "Flo".

## Vita privata
Nel 2010 si è sposata con Christopher Mordue.

## Filmografia parziale

### Cinema
- Paradise Road, regia di Bruce Beresford (1997)
- Benvenuti a Woop Woop (Welcome to Woop Woop), regia di Stephan Elliott (1997)
- Two Hands, regia di Gregor Jordan (1999)
- La maschera di scimmia (The Monkey's Mask), regia di Samantha Lang (2000)
- Bootmen, regia di Dein Perry (2000)
- Star Wars: Episodio II - L'attacco dei cloni (Star Wars: Episode II - Attack of the Clones), regia di George Lucas (2002)
- Little Fish, regia di Rowan Woods (2005)
- Cargo, regia di Ben Howling e Yolanda Ramke (2017)
- Ladies in Black, regia di Bruce Beresford (2018)
- Gold, regia di Anthony Hayes (2022)

### Televisione
- East West 101 – serie TV, 20 episodi (2007-2011)
- Janet King – serie TV, 6 episodi (2017)
- Wentworth – serie TV, 38 episodi (2018-2021)
- No Escape, regia di Hans Herbots – miniserie TV (2023)
- The Artful Dodger, regia di Jeffrey Walker, Corrie Chen e Gracie Otto – miniserie TV, 7 puntate (2023)
- Apple Cider Vinegar, regia di Jeffrey Walker – miniserie TV, 5 puntate (2025)

## Doppiatrici italiane
Nelle versioni in italiano delle opere in cui ha recitato, Susie Porter è stata doppiata da:
- Ludovica Modugno in La maschera di scimmia
- Cinzia Villari in Little Fish
- Chiara Colizzi in Gold
- Sabrina Duranti in No Escape